# Етиология
Етиологията (от гръцки: αίτία – „причина“ и λόγος – „наука“) е медицинска наука, която изучава причините за възникване на болестите.

## Вродени заболявания
Основна статия: Вродени заболявания.
Вродените заболявания се дължат на нарушения в ембрионалното развитие на организма. Те могат да възникнат:
- при формирането на половите клетки (сперматозоиди и яйцеклетки), далеч преди оплождането;
- при оплождането;
- при ранното ембрионално развитие;
- при късното ембрионално развитие;
- при раждането.

Не всички вродени заболявания могат да се установят още при раждането. Възможно е организмът да има вродени дефекти, които, под въздействието на определени фактори от външната среда, да се проявят чак на преклонна възраст.

## Придобити заболявания
Основна статия: Придобити заболявания.
Преобладаващата част от заболяванията по хората, животните и растенията са придобити.

### Ендогенни заболявания
Ендогенните заболявания възникват при ненормални реакции на организма към нормална околна среда. Типични ендогенни заболявания са алергиите. При тях имунната система погрешно възприема за вредни и започва борба срещу безопасни и често срещани в околната среда фактори, като: цветен прашец от растения, храни и др. Повечето психически заболявания също са ендогенни.
Някои автори отричат съществуването на ендогенни заболявания, като ги отнасят към вродените (хиперактивна имунна система) или екзогенните (дълбоки психологически травми) такива. Но възприемането на тази хипотеза означава да се изключат от медицинската норма всички мутации, които при определени условия биха могли да се окажат полезни. Така например болните от сърповидноклетъчна анемия са невъзприемчиви към малария. Болестта е разпространена в равнинните тропични области, където маларията се среща много често. Анемията причинява дихателна недостатъчност само когато болният се изкачи на голяма надморска височина, която е нетипична за тези области. От биологична и еволюционна гледна точка, ползата от устойчивостта срещу малария далеч надхвърля вредата от хипооксигенацията при висока надморска височина, която рядко се среща в тези области.

### Екзогенни заболявания
Екзогенните заболявания възникват при въздействието на ненормално интензивни фактори на околната среда върху нормално развити и функциониращи организми. Такива фактори се означават като болестотворни (патогенетични или патогенни).

#### Патогенетични фактори на околната среда

##### Физични
- Електрически ток – здрав възрастен човек може да бъде поразен от напрежение 50 волта и повече.

- Електромагнитни вълни:
  - видима светлина – от денонощните и сезонните изменения в силата и продължителността на слънчевата светлина зависи нормалното протичане на редица циклични процеси в организма; рязката смяна на светлинния режим може да провокира редица функционални заболявания;
  - лазерни лъчи – при продължително облъчване могат да увредят зрението; когато са с висок интензитет предизвикват тежки изгаряния;
  - ултравиолетови лъчи – съставна част от спектъра на слънчевата светлина; при рязко, продължително излагане предизвикват т.нар. „слънчеви изгаряния“;
  - рентгенови лъчи и йонизираща радиация – гама-лъчение с много къса дължина на вълната и висока честота; във високи дози могат да увредят генетичната информация и да предизвикат заболявания не само в облъчените организми, но и в тяхното потомство;
  - магнитно поле – силното магнитно поле нарушава сърдечния ритъм и засяга мозъчната активност; при висок интензитет може да разруши целия организъм.

- Температура:
  - висока температура;
  - ниска температура.
- Влажност:
  - висока влажност;
  - ниска влажност.
- Скорост на въздуха (вятър).
- Прах: Сложи респиратор
  - прахови частици с размери над 5 микрона – дихателната система на здрав възрастен човек може да задържи и изхвърли всички прахови частици с размер над 5 микрона; носните синуси придават вихрово движение на вдишвания въздух и повечето от тези частици полепват там; малкото достигнали до трахеята и бронхите се изхвърлят от движенията на ресничестия епител; 
при пушачите се отделя значително по-малко дихателна слуз, тези частици не могат да залепнат и много бързо достигат до трахеята, бронхите и белия дроб; ресничестият епител при пушачите не може да изхвърля попадналите прахови частици и те се натрупват в белия дроб;
  - прахови частици с размери от 1 до 5 микрона – това е най-опасният и най-вредният прах; дихателната система няма защитни механизми срещу него и той изцяло се отлага в белия дроб;
  - прахови частици с размери до 1 микрон – дихателната система няма защитни механизми срещу този прах, но частиците са много малки и не се отлагат в белия дроб, а отново се изхвърлят с издишания въздух.
- Резки механични въздействия – разрязване, разкъсване, размачкване.

##### Химични
- Киселини – солна, сярна, азотна и др.
- Основи – натриева (сода каустик), калциева (негасена вар), калиева и др.
- Тежки метали и соли на тежки метали – живак, кадмий, олово и др.
- Цианиди – калиев цианид (цианкалий), циановодородна киселина, циангликозиди.
- Органофосфорни съединения – зарин, зоман, пестициди и др.
- Хлорорганични съединения – иприт, ДДТ и др.
- Други.

Означение на химичните опасности:
- Международни символи за химична опасност.
- Р-предупреждения.
- С-препоръки.

##### Биологични
- Патогенни микроорганизми – най-опасният патогенетичен фактор на околната среда; предизвикват редица инфекциозни заболявания, сред които: чума, СПИН, антракс, тетанус, сифилис, грип и други.
- Насекоми (паяци, стоножки, оси).
- Растения (бучиниш, татул, беладона).
- Гъби (бяла мухоморка, червена мухоморка).
- Животни (змии, дъждовници, жаби).